# Teriyaki
Teriyaki (照り焼き) é um método japonês de cozinhar. O peixe ou a carne são marinados em molho de soja e saquê. Depois, são grelhados ou fritos. 

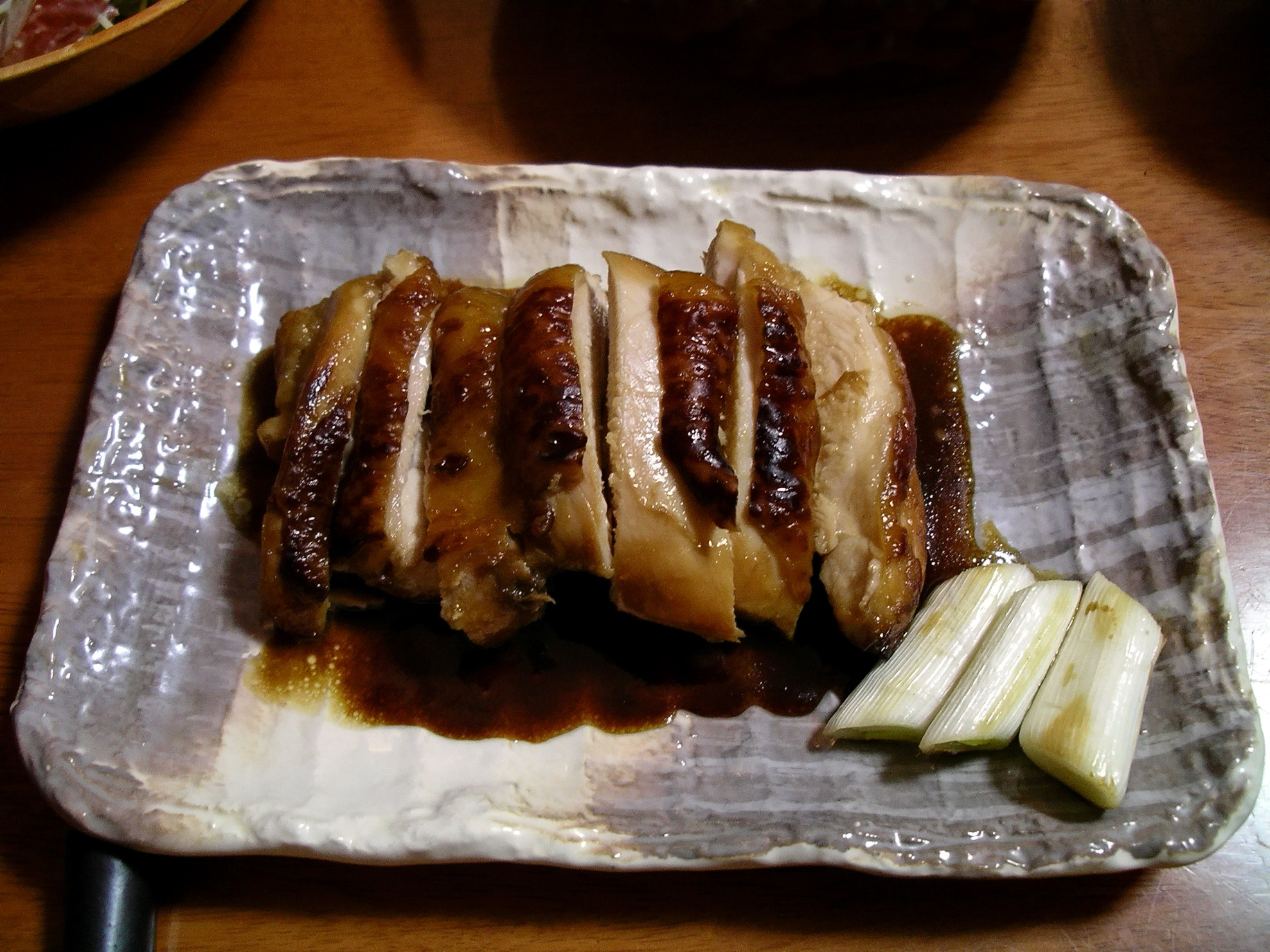
Frango ou Galinha teriyaki.

Peixes como Marlim, Salmão, Truta e Carapau são mais comuns no Japão, enquanto o carnes brancas e vermelhas como frango, porco e boi são comumente usadas no ocidente. A receita pode variar de acordo com regiões mas os ingredientes básicos são molho de soja, mel e saquê.